# Răvășel
Răvășel – wieś w Rumunii, w okręgu Sybin, w gminie Mihăileni. W 2011 roku liczyła 131 mieszkańców.